# Julia Schmidt
Julia Schmidt (Wolfen, 1976 –) német festőművész. Hamburgban él. 2006-ban elnyerte a Villa Romana-díjat, 2011-ben Villa Massimo díjat.